# Plan Voisin

Modell des Plan Voisin für Paris von Le Corbusier von 1925

Der Plan Voisin war ein utopischer städtebaulicher Entwurf von Le Corbusier, den dieser 1925 im Pavillon der Zeitschrift L’Esprit Nouveau auf der „Exposition internationale des Arts Décoratifs et industriels modernes“ in Paris ausstellte. Das vom Automobil- und Flugzeughersteller Gabriel Voisin finanzierte Projekt sah den Flächenabriss großer Teile des alten Pariser Zentrums am rechten Seineufer vor und wurde daher kontrovers diskutiert.

## Zeitgenössische Bezüge
Der junge Le Corbusier war unter anderem von den urbanistischen Vorstellungen Werner Hegemanns beeinflusst. Beeindruckt zeigte er sich auch durch die Konzepte von Karl Scheffler, der 1913 in Die Architektur der Großstadt die Idee einer nach Funktionen organisierten Stadt vertrat, und durch Peter Behrens, zeitweilig Le Corbusiers Arbeitgeber, der Hochhausbauten im Berliner Zentrum propagierte.
Trotz seiner nach dem Ersten Weltkrieg kritischen Haltung gegenüber Deutschland setzte sich Le Corbusier auch in den 1920er Jahren mit diesem Gedankengut auseinander und entwarf 1922 ein Modell einer „zeitgenössischen Stadt“, das wiederum Ludwig Hilberseimer zum Konzept seiner Hochhausstadt führte.

## Der Plan Voisin und sein Echo
Im Plan Voisin wandte Le Corbusier die Prinzipien seiner zeitgenössischen Stadt auf das Zentrum von Paris nördlich der Seine an. An die Stelle der gewachsenen Irregularitäten traditioneller europäischer Städte setzte er 18 locker und regelmäßig angeordnete sechzigstöckige Hochhäuser mit kreuzförmigem Grundriss. Die Verkehrsebenen sind getrennt, eine breite Straßenachse unterstreicht die Bedeutung des Individualverkehrs. In seiner architektonischen Radikalität und Rücksichtslosigkeit gegenüber dem historischen Bestand erzeugte der Plan damals wie heute ein breites, oft kritisches Echo. Er übte starken Einfluss auf die urbanistischen Konzeptionen der 1960er und 1970er Jahre aus, wurde aber auch als Musterbeispiel einer inhumanen, schematischen Rasterarchitektur abgelehnt.